# 新港東口駅
新港東口駅（しんこうひがしぐちえき）は、富山県新湊市（現・射水市）堀岡明神新にあった富山地方鉄道射水線の駅（廃駅）である。射水線の廃線に伴い1980年（昭和55年）4月1日に廃駅となった。

## 概要
富山新港の建設により射水線が東西に分断され、西側が加越能鉄道に譲渡された後、射水線の新しい終着駅として開業した（旧・堀切駅の復活）。駅名は富山新港の東側に位置したことに由来する。対岸の加越能鉄道（当時。現・万葉線）新湊港線越ノ潟駅との間は富山県営渡船により結ばれていた（渡船は現在も運航中）。

## 歴史
- 1932年（昭和7年）7月20日：越中鉄道堀岡駅 - 越ノ潟駅間に堀切駅（ほりきりえき）として新設開業[1][2]。
- 1943年（昭和18年）1月1日：交通統合により富山地方鉄道射水線の駅となる[1][2]。
- 1944年（昭和19年）5月18日：廃止[1]。
- 1946年（昭和21年）頃：営業再開[1]。
- 1966年（昭和41年）
  - 4月5日：当駅 - 越ノ潟駅間の線路分断・廃止に伴い休止駅となる[1][2]。
  - 12月1日：0.1 km延伸・移転、同時に新港東口駅に改称の上営業再開[1][2]（新設開業とも[3][4]）。
- 時期不詳：業務委託化[3]。
- 1980年（昭和55年）4月1日：射水線の廃線に伴い廃止となる[1][2]。

## 駅構造
廃止時点で、島式ホーム（片面使用）1面1線を有する地上駅で、同線の終端駅であった。ホームは線路の南側（新港東口方面に向かって左手側）に存在した。かつては島式ホーム1面2線を有した。使われなくなったホーム南側の2番線は廃止され、線路は撤去されていた。稼働線の1番線の番線表示は継続使用されていた。
業務委託駅となっていた。駅舎はホームの南西側に位置しホーム西側に接していた。ホームは上屋を有した。

## 駅周辺
- 富山県営渡船堀岡発着場
- 富山新港火力発電所

## 駅跡
線路跡は四方駅跡南方附近から当駅附近までサイクリングロードとなっている。1997年（平成9年）時点では、線路跡地はそのサイクリングロードであった。2006年（平成18年）時点、2010年（平成22年）時点でも同様であった。
駅跡地は1997年（平成9年）時点では縫製工場、サイクリングロード、並木のある緑地となっていた。2006年（平成18年）時点、2010年（平成22年）時点でも同様であった。尚、駅舎跡地が縫製工場、旧2番線及びホーム跡地がサイクリングロード、線路跡地が並木のある緑地という位置関係であった。
また、2006年（平成18年）時点では、駅跡の西側、海岸附近に「堀切鉄橋」の橋台が残存し、防波堤を越えた海中にも鉄橋の橋脚が1基残存していた、2010年（平成22年）時点でも同様であったが2013年7月に橋台を残し隣接する堀切橋跡とともに撤去された。。

## 隣の駅
富山地方鉄道
射水線
堀岡駅 - 新港東口駅